# Kerem Shalom
Kerem Shalom (en hébreu : כרם שלום) est un kibboutz situé en Israël à proximité des frontières avec l'Égypte et la bande de Gaza. À 1,2 km se trouve un des points de passage avec ces deux territoires.

## Événement
Le 25 juin 2006, le caporal Gilad Shalit a été fait prisonnier par des activistes palestiniens ayant pénétré le territoire israélien via un tunnel souterrain clandestin près de ce lieu. Au cours de l'attaque, deux soldats israéliens furent tués et trois autres blessés (en plus de Shalit qui a également été blessé). La réponse israélienne pour sauver le soldat Shalit vivant a pris la forme de l'opération Pluies d'été. Des troupes et de l'artillerie furent alors rassemblées à Kerem Shalom pour pénétrer dans la bande de Gaza.

## Kibboutz
En mars 2006, le virus de la grippe aviaire est identifié dans un élevage de dindes du kibboutz Kerem Shalom [réf. nécessaire].